# Martti Johannes Larni
Martti Johannes Larni, vlastním jménem Martti Johannes Laine (22. září 1909, Helsinky, Finsko - 7. března 1993) byl finský spisovatel a novinář. Publikoval také pod pseudonymy Dan Aster a Aslak Nuorti. Nejvíce proslul v Sovětském svazu svým satirickým románem Neljäs nikama eli veijari vastoin tahtoaan (Čtvrtý obratel aneb Podvodníkem proti své vůli) (1957), v němž kritizoval americký způsob života. Jeho knihy byly přeloženy do více než dvaceti jazyků.

## Život
Narodil se jako čtvrté z devíti dětí Johana Viktora Laina a Matildy Puntilaové. V mládí (od 15 let) psal básně, které byly vydány v roce 1926 v časopise Juttutupa. Na přelomu 40. a 50. let pracoval v USA, kde načerpal inspiraci pro svůj Čtvrtý obratel. Tento román vyšel v Sovětském svazu v roce 1959 bez jeho svolení.

## Dílo
- Seikkailuja Saamenmaassa (1936) (pod jménem Aslak Nuorti)
- Kuilu (1937) (pod jménem Martti Laine)
- scénář k filmu Yli rajan (1938)
- scénář k filmu Hopeakihlajaiset (1942)
- Hyvien ihmisten kylä (1942)
- scénář k filmu Keinumorsian (1943)
- scénář k filmu Neiti Tuittupää (1943)
- scénář k filmu Tuomari Martta (1943)
- Arvokkaat köyhät ja heidän kirjava seurakuntansa (1944)
- Kahden maailma (1944) (pod jménem Dan Aster)
- Laulun miekka (1944)
- Malttamaton intohimo (1945) (pod jménem Dan Aster)
- Äidin kädet (1945)
- Lähellä syntiä (1946)
- Musta Venus (1946) (pod jménem Dan Aster)
- Juokseva lähde (1947)
- Taivas laskeutui maahan (1948)
- scénář k filmu Kulkurin tyttö (1951)
- Minnesota palaa (1952)
- scénář k filmu (spolu s Hannu Leminenem) Lähellä syntiä (1955)
- Neljäs nikama eli Veijari vastoin tahtoaan (1957)
- Kaunis sikopaimen eli Talousneuvos Minna Karlsson-Kanasen muistelmia (1959)
- Suomalainen mollikissa (1962)
- Neljäs nikama, (1962-1963) (hra, spolu s Rauli Lehtonenem)
- Tästä ei puhuta julkisesti (1964)
- Uskomatonta onnea (1966)
- Esikoispoika (1968)
- Sokrates Helsingissä ja muita tarinoita (1972)
- Laugh With Larni (1973)
- Isät äitiyslomalle ja muita tarinoita (1978)

## Překlady do češtiny
- Blyštivá pleš. Rudé právo 8.7.1978, příl., s. 9. Přel. Jiří Janovský.
- Co jsem viděl v Izraeli. Tvorba 1973, 14,  příl. LUK, s. 8–10.
- Čtvrtý obratel aneb Podvodníkem proti své vůli (Neljäs nikama eli veijari vastoin tahtoaan). SNKLU, Praha 1963. Přel. Jiří Bubla.
- Čtvrtý obratel (Neljäs nikama). Dilia, Praha 1967. Přel. Marta Hellmuthová.
- Liga ochrany holohlavých. Rovnost 20.4.1974, příl. Čtení na konec týdne, s. 5. Přel. Vladimír Klescht.
- Liga ochrany holohlavých. Rudé právo 30.4.1971, s. 6.
- Není nad přísnost. Rudé právo 10.6.1978, příl., s. 9. Přel. Jiří Janovský.
- Neodsuzujte nevinné. Tribuna 7, 1975, 34, s. 14–15.
- Pro a proti. Lidová demokracie 15.2.1975, příl. Neděle s LD, s. 3. Přel. MH (Marta Hellmuthová).
- Šiřitel kultury. Dikobraz 33, 1977, 36, s. 11. Přel. -jý- (Jiří Janovský).
- Špatná pověst. Dikobraz 33, 1977, 8, s. 6. Přel. -jý- (Jiří Janovský).
- Spolek pro ochranu holohlavých. Dikobraz 32, 1976, 35, s. 6. Přel. -jý- (Jiří Janovský).
- Staré a nové boty. Dikobraz 32, 1976, 17, s. 7. Přel. V.S. (Vladimír Skalička?)
- Terorista mezi novináři. Rudé právo 25.11.1972, s. 9. Přel. Josef Mašín.
- Tvrdý trest. Dikobraz 32, 1976, 32, s. 11. Přel. -jý- (Jiří Janovský).
- Úlovek. Rovnost 9.2.1974, příl. Čtení na konec týdne, s. 5. Přel. Vladimír Klescht.
- Úlovek. Svobodné slovo 29.5.1976, příl., s. 12. Přel. -jý- (Jiří Janovský).
- Ve znamení panny (Kaunis sikopaimen). Nakladatelství politické literatury, Praha 1963; 2. painos Svoboda, Praha 1969. Přel. Jiří Bubla.